# Akademie der Bildenden Künste Kattowitz

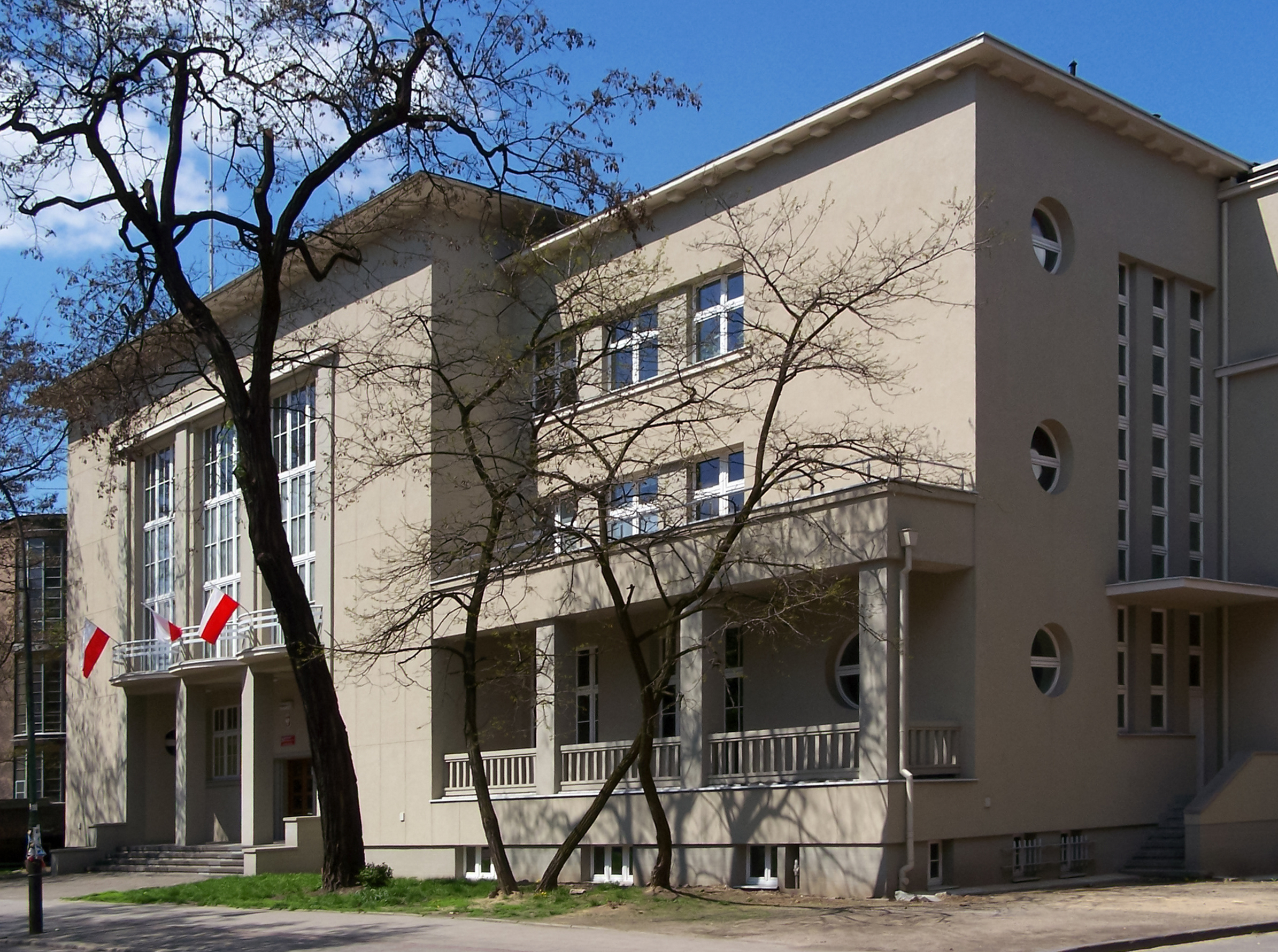
Das Hauptgebäude in der ul. Raciborska 37

Die Akademie der Bildenden Künste Kattowitz (polnisch Akademia Sztuk Pięknych w Katowicach) ist eine 2001 gegründete Kunsthochschule. Rektor der Kunsthochschule ist Marian Oslislo.

## Geschichte
Ein Vorgänger der heutigen Hochschule wurde 1936 unter dem Namen Schule für Zeichnung und Malerei (polnisch Szkoła rysunku i  malarstwa) gegründet. Seit 1952 wurde die Hochschule eine Unterabteilung der Akademie der Bildenden Künste Krakau. Unter den Gründer und Professoren der Kunsthochschule in Kattowitz befanden sich viele bekannte polnische Künstler. Dazu gehörten Alexander Krebs, Józef Mroszczak, Rafał Pomorski, Leon Dołżycki, Bogusław Gorecki, Stanisław Rook und Roman Starak.
Seit dem 1. September 2001 arbeitet die Kunsthochschule selbständig, es bedeutet, sie ist keine Unterabteilung der Krakauer Kunsthochschule mehr.

## Abteilungen
- Grafik
- Malerei
- Bildhauerei
- Design